# Boguru jezik
Boguru jezik (ISO 639-3: bqu; buguru, kogoro, koguru), jezik iz centralne skupine bantu jezika kojim govori oko 490 ljudi u Sudanu i nepoznat broj izbjeglica u Demokratskoj Republici Kongo u provinciji Orientale, zapadno od nacionalnog parka Garamba.
Ima barem dva dijalekta boguru i bukur (bukum, bukuru).

## Vanjske poveznice
- Ethnologue (14th)
- Ethnologue (15th)